# Бухолдино
Бухолдино — хутор Измалковского района Липецкой области России.
Входит в состав Чернавского сельсовета.

## География
Хутор расположен на левом берегу реки Быстрая Сосна, в которую впадает река Ясенок, протекающая через хутор.
По обеим сторонам от Бухолдино находятся: Съезжий лес (западнее) и лес Ясенок (восточнее). Севернее хутора находится Щукин лес.

### Улицы
- ул. Московская
- ул. Норильская
- ул. Северная
- ул. Цветочная

## Население
| 2010 |
| ---- |
| 96   |

Население хутора в 2009 году составляло 88 человек, в 2015 году — 93 человека.